# Taryn Heather
Taryn Heather (Holbrook, Nova Gal·les del Sud, 31 d'agost de 1982) és una ciclista australiana especialista en la modalitat de contrarellotge.

## Palmarès
- 2012
  - 1a al Canberra Tour
- 2013
  - Campiona d'Oceania en contrarellotge